# Harry Güthert
Harry Güthert (* 1. März 1912 in Graz, Steiermark; † 4. Februar 1989 in Erfurt) war ein österreichisch-deutscher Arzt und Pathologe. Er wirkte von 1951 bis 1954 als Professor an der Universität Jena und anschließend bis 1977 an der Medizinischen Akademie Erfurt, an der er darüber hinaus von 1959 bis 1963 als Rektor fungierte.

## Leben
Harry Güthert wurde 1912 als Sohn eines Kaufmanns in Graz geboren und absolvierte ab 1930 an der Universität zu Köln und ab November 1931 an der Universität Rostock ein Studium der Medizin. In Köln, wo er 1935 promovierte, gehörte er ab 1931 dem Corps Hansea Köln an. Ab 1933 war er Mitglied der SA. Nach dem Ende seines Studiums bildete er sich am Pathologischen Institut der Stadt Dortmund, am Kaiser-Wilhelm-Institut für Hirnforschung in Berlin und am Institut für Pathologie der Universität Jena zum Facharzt für Pathologie weiter. Am 19. November 1937 beantragte er die Aufnahme in die NSDAP und wurde rückwirkend zum 1. Mai desselben Jahres aufgenommen (Mitgliedsnummer 5.490.336), 1941 trat er noch dem NSDDB bei. Er wurde 1941 in Jena habilitiert und verblieb dort anschließend als Oberarzt und Dozent. Als Pathologe arbeitete Güthert auch an Leichen von im Konzentrationslager Buchenwald umgekommenen Häftlingen.
1945 bewarb sich Harry Güthert um eine Stelle an der Prosektur des Städtischen Krankenhauses Erfurt, die er 1947 erhielt. Sechs Jahre später wurde er daneben Professor mit Lehrauftrag für Pathologie an der benachbarten Universität Jena. Im Jahr 1954 erhielt er einen Ruf auf den Lehrstuhl für Allgemeine Pathologie und Pathologische Anatomie an der neugegründeten Medizinischen Akademie Erfurt und übernahm gleichzeitig auch die Leitung des von ihm aus der Prosektur entwickelten Instituts für Pathologie. Er hatte auch den 1954 in Funktion gegangenen Neubau des Instituts geplant. Ab 1959 amtierte Güthert als Nachfolger des Chirurgen Egbert Schwarz als Rektor der Hochschule, ihm folgte 1963 der HNO-Arzt Kurt Schröder. Darüber hinaus war er bis 1985 langjähriger Chefredakteur der Fachzeitschrift Zentralblatt für allgemeine Pathologie und pathologische Anatomie. Er wurde 1977 emeritiert und starb 1989 in Erfurt.

## Werke
- Festschrift zur Eröffnung der Medizinischen Akademie Erfurt. Erfurt 1954 (als Herausgeber)
- Lehrbuch der speziellen pathologischen Anatomie. Band 2. Berlin 1958 (als Mitautor)
- Pathologie der Tumoren des Zentralnervensystems. Jena 1976 (als Mitautor)
- Neuropathologie. Band 1: Tumoren des Nervensystems. Jena 1988, Lizenzausgabe Stuttgart 1988 (als Mitautor)